# Бенсон, Уильям Сол
Уильям Сол Бенсон (при рождении Соломон Самуилович Хаскелевич; 24 августа) 1877, Киев, Российская империя — 20 октября 1945, округ Эссекс, Нью-Джерси, США) — американский эсперантист.

## Биография
Родился в Киеве в семье портного Самуила Хаскелевича (1848—?) и Хаи Минковской, традиционной еврейской семье. Интересовался языками ещё будучи ребёнком в России. В возрасте 12 лет (в 1889 году) эмигрировал с родителями в США. Получил образование в качестве остеопата и начал работать в этой области в 1918 году, впоследствии  работал врачом в Ньюарке, Нью-Джерси.
В 1940-х годах Бенсон был членом Американской Эсперанто-Академии.

## Сочинения
Доктор Бенсон — автор оригинального изобразительного метода для изучения эсперанто и владелец Benson School of Esperanto. Он написал 10 тетрадей Universala Esperantistigilo в 1925-7 годах и грандиозный Bensona Universala Esperanto Metodo (1932).

### Список сочинений
- Benson School of Esperanto (22 страницы)
- Dr. Benson’s personal mail course practical Esperanto
- Universala Esperantistigilo (1925)
- Universala Esperanto-metodo (1932) (ныне скопированный и имеющий отсканированный вариант и www-версию)
- Practical Esperanto by Dr. Benson (1925—1932)
- Universala propagandilo: specimena leciono (1928, 22 стр., иллюстр.)